# Roland Köster
Roland Köster (né à Mannheim le 1er juin 1883, mort à Neuilly-sur-Seine le 31 décembre 1935) est un diplomate allemand qui fut ambassadeur d'Allemagne en France de 1932 à sa mort.

### Site externe
- Site de l'ambassade d'Allemagne en France